# Garcinia pacifica
Garcinia pacifica är en tvåhjärtbladig växtart som beskrevs av Merrill. Garcinia pacifica ingår i släktet Garcinia och familjen Clusiaceae. Inga underarter finns listade i Catalogue of Life.